# L'isola (serie televisiva)
L'isola è una serie televisiva italiana andata in onda in prima visione su Rai 1 dal 2 dicembre 2012 al 21 gennaio 2013. È lo spin-off della serie Gente di mare.

## Trama
All'Isola d'Elba si festeggiano le nozze tra il comandante della Guardia Costiera Tara Riva e il ricercatore Luca Bottai. Improvvisamente, un aereo nel quale viaggiava Arianna Ferri, collega del marito di Tara, cade misteriosamente in mare, costringendo Tara a rimanere sull'isola e a saltare il viaggio di nozze con Luca, che nel frangente è partito per la Tunisia, luogo nel quale sta svolgendo degli studi sullo sfruttamento di fonti di energia alternative. Quest'ultimo, infatti, è il capo progetto della Energysealine, multinazionale guidata da Leopold Amery, ricco e avido uomo d'affari pieno di segreti, che vive con la figlia Vedrana, per la quale prova un enorme affetto, offeso ogni giorno dalle bugie che riserva alla ragazza, la quale ignora il fatto che Leopold non sia il suo vero padre. Sarà proprio il signor Amery a far esplodere la piattaforma nella quale si trova Luca, a causa degli effetti collaterali provocati dalla ricerca, scoperti dalla biologa Anna Ferri, la quale verrà uccisa da Nikolai Kozak, complice di Amery. Venuta a conoscenza della tragica notizia, la povera Tara si reca in Tunisia e conosce l'avvocato Soliman, il quale si è occupato del caso. Purtroppo, il viaggio si rivela inutile e Tara ritorna all'Elba, dove ha l'occasione di scoprire chi sia il figlio dell'unica vittima dell'incidente aereo, ovvero Adriano, latitante che si offre pronto per scoprire la verità sull'accaduto.

## Episodi
| n°                  | Prima TV         |
| ------------------- | ---------------- |
| Primo episodio      | 2 dicembre 2012  |
| Secondo episodio    | 3 dicembre 2012  |
| Terzo episodio      | 9 dicembre 2012  |
| Quarto episodio     | 10 dicembre 2012 |
| Quinto episodio     | 16 dicembre 2012 |
| Sesto episodio      | 23 dicembre 2012 |
| Settimo episodio    | 30 dicembre 2012 |
| Ottavo episodio     | 7 gennaio 2013   |
| Nono episodio       | 13 gennaio 2013  |
| Decimo episodio     | 14 gennaio 2013  |
| Undicesimo episodio | 20 gennaio 2013  |
| Dodicesimo episodio | 21 gennaio 2013  |

## Ambientazione
Dopo aver effettuato alcune riprese in Tunisia, la produzione si è portata sull'arcipelago toscano, in particolare sull'isola d'Elba dove le riprese esterne sono state girate nei luoghi di Marciana Marina, Torre della Linguella, nel centro storico di Portoferraio, Capoliveri e anche sulle isole di Pianosa, Capraia, Gorgona e Montecristo nel bel mezzo del cosiddetto Santuario dei Cetacei.

## Interpreti e personaggi
- Blanca Romero è il tenente di vascello Tara Riva, comandante di Circomare Portoferraio; svolge indagini che la portano a individuare in Leopold Amery e Nikolai Kozak i principali responsabili delle trivellazioni sottomarine illegali. È sposata con Luca Bottai, professore di biologia marina, che viene creduto morto in un'esplosione; ama molto il marito e continua a sperare che sia vivo. È molto legata ad Adriano Liberato. Alla fine della serie rimane con il marito Luca, dopo che questo avrà riacquistato la memoria.
- Marco Foschi è il biologo Luca Bottai, marito di Tara e blogger con lo pseudonimo di Tarek in memoria del collega ucciso. Dato per morto nell'esplosione della nave per ricerche oceanografiche sulla quale lavorava, sopravvive perdendo però la memoria. Lavorava a un progetto per facilitare l'estrazione del gas metano in forma solida, ma quando scopre che il progetto disturba le balene e inquina il mare, si rifiuta di continuare, cosa che gli costa molto cara. Si innamora dell'hacker Elena Sollima, ma rivivendo il trauma dell'esplosione, riacquista la memoria e capisce di amare ancora la moglie.
- Simone Montedoro è Adriano Liberato, latitante, accusato ingiustamente del delitto dell'uomo che aveva incastrato suo padre; è alla ricerca della verità sulla morte della madre Ginestra Calandra in un misterioso incidente aereo. Si innamora del comandante Tara Riva, che si occupa dell'incidente aereo. È di carattere molto forte. Vive dolorosamente il distacco da Tara, che lo abbandona dopo aver scoperto che il marito è ancora vivo. Inizia a lavorare per i servizi segreti insieme a Helena con il nome di Leonardo Brina.
- Alexandra Dinu è la hacker Quadrophenia, pseudonimo di Elena Sollima, ingaggiata per snidare Tarek sul quale pende una taglia ma del quale si innamora. Ha avuto problemi di tossicodipendenza. Alla fine della serie, perdute le speranze di intrattenere una relazione con Luca, sembra attratta da Adriano. Alla fine inizia a lavorare per i servizi segreti con Adriano sotto il nome di Maddalena Morgan.
- Andrea Giordana è Leopold Amery, ricco magnate dirigente della EnergySealine, e responsabile del mancato tsunami che avrebbe colpito l'arcipelago toscano, se Tara Riva e il resto della Guardia Costiera non fossero intervenuti. Muore fuggendo dall'isola in cui lavorano i propri dipendenti, dopo aver confessato alla figlia Vedrana che il giorno più bello della sua vita è stato quando l'ha trovata.
- Irena Goloubeva - Vedrana Amery, figlia adottiva di Leopold salvata da Tara, in un incidente in mare aperto. Si invaghisce del fratello di Sebastiano, Marcello, da cui è ricambiata. Insieme al fidanzato indaga sul passato di Amery, ma il padre viene a conoscenza di tutto e la costringe a lasciare Marcello in cambio della vita del ragazzo.
- Alessandro Borghi è Sebastiano, fratello di Marcello Cellai. Da tempo innamorato della fidanzata del fratello, ma ha il coraggio di confessarle il suo amore solo dopo la morte di quest'ultimo. Cerca in ogni modo di fermare l'assassino del fratello, insieme a Vedrana.
- Gabriele Rossi è Marcello, fratello di Sebastiano Cellai. È un ragazzo intelligente, che si innamora di Vedrana, la figlia di Leopold Amery, a tal punto da rinunciare ad una borsa di studio alla Normale di Pisa. Indaga privatamente sulle trivellazioni sottomarine della EnergySealine e viene ucciso da Nikolaj.
- Marcello Mazzarella - Nikolaj Kozak scagnozzo di Amery
- Christian Ginepro - Tommaso Liberato, fratello adottivo di Adriano
- Alberto Basaluzzo è il primo maresciallo Folco Cellai, zio di Marcello e Sebastiano, fratello di Tito
- Fabio Morici è il secondo capo Massimo Schintu. Fa parte della cerchia ristretta del comandante Riva, crede nel suo lavoro, nella divisa, ama il mare e la tecnologia, che manovra con grande disinvoltura. Accetta di fare da padre biologico a una ragazza madre, ma poi si affeziona al bambino, chiede alla donna di poter far parte della loro vita. Ma lei non accetta e se ne va.
- Lidia Cocciolo è la capo di 2ª classe Eleonora Gregni
- Eleonora Vanni è la dottoressa Emanuela
- Hassani Shapi è Rami Soliman, zio di Tarek collega di Luca, morto nella piattaforma
- Evita Ciri è la nipote di Rami, sorella di Tarek collega di Luca Bottai ucciso durante l'attacco alla nave oceanografica.
- Angelo Maggi è il capitano dei carabinieri Valerio Tebaldi
- Gennaro Diana è Tito Cellai, padre di Marcello e Sebastiano e fratello del maresciallo
- Massimo Wertmüller è l'ammiraglio De Riso
- Isa Barzizza è Matilde, nonna di Tommaso e Adriano
- Mary Asiride è Greta, la fidanzata di Tommaso
- Lidia Biondi è Ginestra Calandra, madre naturale di Adriano
- Sara Sartini è la professoressa Arianna Ferri, ricercatrice, ex collega del dottor Bottai alla EnergySealine che tenta di persuaderlo circa la pericolosità delle ricerche e i loro effetti sulle balene, ma viene uccisa da Nicolai.
- Isabelle Adriani - sostituto procuratore Cenni
- Martina Carletti - Gaia
- Marzia Tedeschi - Jasmine

## Produzione
Le riprese sono iniziate il 22 marzo 2010 presso Villa Ottone, a Portoferraio sull'isola d'Elba e terminate il 12 maggio 2011 sul lungomare di Marciana Marina.
Per girare un episodio sono stati impiegati anche mezzi e volontari delle Misericordie con il gruppo Pma (Posto medico avanzato) di Empoli, presente con un'ambulanza e numerosi volontari, quello di Portoferraio, con 4 ambulanze, e il Servizio infermi di Pistoia, i quali hanno allestito un ospedale da campo per alcune scene della serie televisiva.
La serie televisiva è stata presentata in anteprima venerdì 9 luglio al Roma Fiction Fest 2010 nella sezione "lavori in corso" dedicata alle fiction in fase di produzione.

## Le repliche
Dall'11 settembre 2013 viene riproposta su Rai Premium la prima puntata, sempre in prima serata; per motivi di programmazione, la serie viene sospesa e riproposta di nuovo dal primo episodio a partire dal 9 ottobre 2013. A causa dei bassi ascolti, la fiction viene sospesa nuovamente in prima serata, a partire dalla quinta puntata, e trasmessa solamente nella seconda serata domenicale.